# Елін з Шевде
Елін з Шавде (швед. Elin av Skövde; близько 1101—1160), відома також як Свята Елін та Свята Олена) — шведська католицька свята. Вважається покровителькою міста Шевде. Свята Елін зображена на гербі міста Шевде і є покровителькою церкви Святої Елін в Реннеслеві.

## Біографія

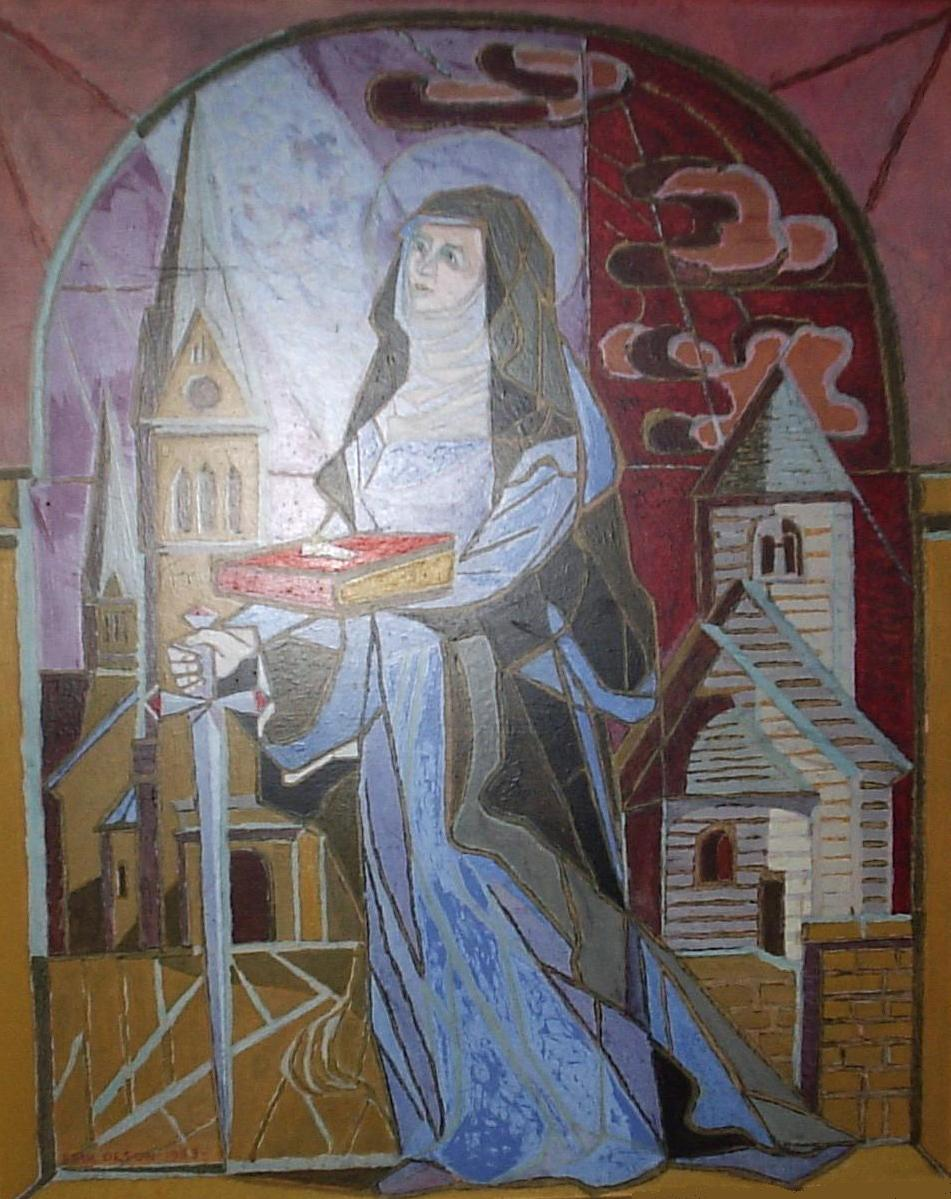
Свята Елін. Ілюстрація Еріка Олсона в церкві Шевде. (1954)

Елін народилася близько 1101 року. Вона походила з шляхетного роду і, як вважають, була дочкою ярла Гуторма. Елін вийшла заміж і народила дітей. Після смерті чоловіка, вона жила на його фермі. Елін здійснила паломництво до Єрусалиму, роздавала одяг бідним. Живучи на фермі, присвятила себе духовності і добрим діянням. За легендою, Елін побудувала церкву у єпархії Скара, а церква в Шевде, яка зараз називається церквою Святої Елін, також збудована за рахунок її щедрих пожертвувань.
В Елін була дочка, яка вийшла заміж. Її чоловік бив дружину і знущався з неї. Через деякий час слуги Елін збунтувалися і вбили чоловіка. Його родичі звинувачували Елін у вбивстві, хоча вона в той час здійснювала паломництво до церкви Гробу Господнього в Єрусалимі. Щоб помститися за його смерть, родичі вбили Елін у 1160 році, коли вона їхала до церкви.
Елін була канонізована у 1165 році папою Олександром III за сприяння Стефана, першого архієпископа Уппсальського. Її житіє була вперше записане Брінольфом Алготссоном, єпископом Скарським (1278—1317).

## Інші джерела
- Pernler, Sven-Erik, S: ta Elin av Skövde: kulten, källorna, kvinnan (Skara: Diocese of Skara historical society. 2007) ISBN 978-91-976688-3-5
- Mershman, Francis (2018). «Helen of Skofde, Saint». In Herbermann, Charles (ed.). Catholic Encyclopedia. New York: Robert Appleton.

| Швеція | Це незавершена стаття про особу Швеції. Ви можете допомогти проєкту, виправивши або дописавши її. |